# Levantamento de peso nos Jogos Pan-Americanos de 2011 - Até 77 kg masculino
A categoria até 77 kg masculino do levantamento de peso nos Jogos Pan-Americanos de 2011 foi disputada em 25 de outubro no Fórum de Halterofilismo com oito halterofilistas, cada um representando um país.

## Calendário
Horário local (UTC-6).
| Data          | Horário | Fase  |
| ------------- | ------- | ----- |
| 25 de outubro | 12:00   | Final |

## Medalhistas
| Ouro   | CUB Iván Cambar    |
| Prata  | ECU Ricardo Flores |
| Bronze | USA Chad Vaughn    |

## Resultados
| Pos.              | Nome           | País                     | Grupo | Peso (kg) | Arranque (kg) | Arremesso (kg) | Total (kg) |
| ----------------- | -------------- | ------------------------ | ----- | --------- | ------------- | -------------- | ---------- |
| Medalha de ouro   | Iván Cambar    | CUB Cuba                 | A     | 76.49     | 150           | 188            | 338        |
| Medalha de prata  | Ricardo Flores | ECU Equador              | A     | 76.08     | 148           | 181            | 329        |
| Medalha de bronze | Chad Vaughn    | USA Estados Unidos       | A     | 76.96     | 147           | 179            | 326        |
| 4                 | Welisson Silva | BRA Brasil               | A     | 76.40     | 148           | 177            | 325        |
| 5                 | Víctor Víquez  | PAN Panamá               | A     | 76.26     | 130           | 168            | 298        |
| 6                 | Carlos Sauri   | PUR Porto Rico           | A     | 76.58     | 137           | 160            | 297        |
| 7                 | Francis Sido   | DOM República Dominicana | A     | 75.73     | 131           | 160            | 291        |
| –                 | José Ocando    | VEN Venezuela            | A     | 76.59     | 140           | –              | DNF        |